# Redoublement (linguistique)
Cette page contient des caractères spéciaux ou non latins. S’ils s’affichent mal (▯, ?, etc.), consultez la page d’aide Unicode.
Pour les articles homonymes, voir Redoublement.

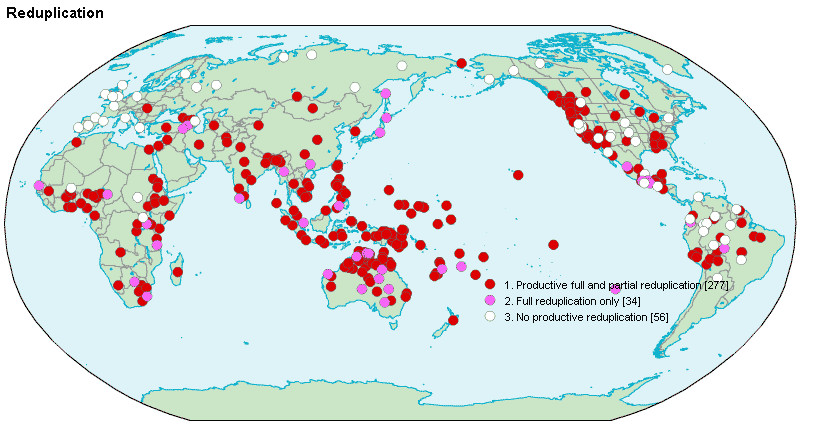
Présence du redoublement dans les langues du monde.

En linguistique, le redoublement ou réduplication est un procédé morphologique permettant d'exprimer, par la répétition complète ou partielle d'un mot ou d'un de ses morphèmes, un trait grammatical ou bien de créer un mot nouveau.

## Redoublement grammatical

### Dans le domaine indo-européen

#### Système verbal
Les langues indo-européennes anciennes — comme le grec, le latin, le sanskrit et d'autres à des degrés moindres (gotique, par exemple) — utilisaient fréquemment un redoublement limité à la seule première consonne du mot (les deux premières quand il s'agit d'un /s/ ou d'une laryngale devant une autre consonne) suivie d'une voyelle dont le timbre peut être /e/ ou /i/ (parfois la voyelle de la racine, en latin principalement, mais le procédé est postérieur à l'indo-européen). Dans de rares cas, c'est la racine plus ou moins entière que l'on répète.

##### Redoublement au parfait
Le redoublement est fréquent dans le système verbal. Le parfait, par exemple, peut l'utiliser, presque obligatoirement en grec et sanskrit, sporadiquement en latin, rarement en gotique. La voyelle est le plus souvent /e/ (le radical est indiqué ici en gras) :
- grec : présent φεύγ-ω pheúg-ô, « je fuis » → parfait πέ-φευγ-α pé-pheu-ga, « je suis hors d'atteinte ». La consonne aspirée φ ph est redoublée en π p à cause de la dissimilation des aspirées (loi de Grassmann) ;
- latin : (pas de prés.) pft. me-min-ī, « je garde à l'esprit » ; présent dat, « il donne »  → parfait de-dit, « il donna ».
- sanskrit : prés. stau-ti, « il loue » → pft tu-ṣṭāv-a, « il a loué » ; seul le t de la racine est redoublé. Le timbre /u/ du redoublement est secondaire ;
- gotique : prés. háit-an, « nommer » → prétérit haí-háit, « j'ai nommé » (où aí représente [ε]).

##### Redoublement au présent
Il existe aussi des présents à redoublement, lequel exprime ici l'inaccompli. Ce redoublement doit donc disparaître aux temps construits sur les autres thèmes que celui du présent, à moins qu'il ne réapparaisse au parfait. La voyelle est le plus souvent /i/ :
- grec γι-γνώ-σκ-ω gi-gnố-sk-ô, « je sais » mais ἔ-γνω-ν é-gnô-n, « j'ai su » (aoriste ; noter la présence normale de l'augment, l'absence de redoublement et la disparition du suffixe inchoatif -σκ- -sk-) ;
- latin : si-st-ō, « je me tiens debout » mais ste-t-ī, « je me suis tenu debout » (parfait à redoublement sur le radical au degré zéro venant de *ste-st-ī) ;
- sanskrit : da-dā-ti, « il donne », mais da-dau, « il a donné » (parfait à redoublement ; le timbre /a/ de la voyelle du redoublement est secondaire).

##### Redoublement intensif
Outre le redoublement du parfait et du présent, le mode de procès intensif peut lui aussi être exprimé par un redoublement, cette fois-ci de la racine complète, à moins que la dernière consonne de cette racine ne soit une occlusive, auquel cas elle n'est pas répétée. C'est ici un cas de dérivation car le mot obtenu est nouveau dans le lexique et non une nouvelle forme.
Par exemple, sur la racine *vert-, « tourner » (cf. latin vert-ō « je tourne », gotique wairþ-a « je deviens », vieux slave vrŭt-ěti se « se tourner », etc.), l'on a en sanskrit un intensif vár-vart-ti, « se tourner souvent » (sans la reprise, dans le redoublement, du /t/ en fin de racine), que l'on peut opposer au simple vart-ti (forme védique). Le processus se rencontre, moins fréquemment qu'en sanskrit, dans d'autres langues, comme le grec ou le latin : παμ-φαίν-ω pam-phaín-ô « être tout brillant » (cf. φαίν-ω phaín-ô, « briller » ; noter l'accommodation de la nasale devant la bilabiale ainsi que la dissimilation des aspirées ; on peut donc poser une forme ancienne *φαν-φαίν-ω *phan-phaín-ô), μορμύρω, latin murmurō. [À compléter]
En sanskrit, le désidératif aussi peut être exprimé par un redoublement : celui du verbe tourner, toujours, est vívr̥tsati, « il veut tourner ».
En règle générale, le redoublement, lorsqu'il n'est pas lié à l'expression aspectuo-temporelle, est un procédé de dérivation expressif, dans les langues indo-européennes, ce que l'on peut constater plus bas.

#### Système nominal
Bien que surtout présent dans le système verbal, le redoublement intervient aussi dans quelques noms.

##### La roue
Le nom de la roue, dont la racine, *kʷel-, « tourner », se retrouve par ailleurs (en grec : πέλ-ομαι pél-omai, sanskrit cár-ati, latin col-ō, etc.) est souvent formé par redoublement. Dans les langues indo-européennes citées, le timbre de la voyelle du redoublement est souvent secondaire :
- indo-européen : *kʷe-kʷl-(o-) ;
- grec : κύ-κλ-ος kú-kl-os ;
- sanskrit : ca-kr-á- ;
- avestique : ča-xr-a ;
- vieil anglais : hwēol, d'où anglais wheel (le détail de l'évolution phonétique dépasserait le cadre de cet exposé) ;
- tokharien A : ku-käl et B : ko-kal-e (au sens de « voiture ») ;
- lituanien : kã-kl-as (au sens de « cou »).

Ce mot est cependant aussi attesté sans redoublement (vieux slave kol-o, par exemple).

##### Le castor
D'autre part, le nom du castor (vieux français, bièvre) est à redoublement :
- indo-européen : *bʰé-bʰr- ;
- sanskrit : ba-bhr-ú- (bʰ redoublé en b en raison de la loi de Grassmann) ;
- lituanien : be-br-ùs et bẽ-br-as ;
- gaulois : be-br-īnus ;
- cornique : be-fer ;
- russe : бо-бр bo-br (redoublement en /o/) ;
- latin : fe-ber (attesté seulement chez Varron) et fi-ber (redoublement en /i/) ;
- vieux slave : bĭ-br-ŭ (redoublement en /i/) ;
- vieil anglais : beo-for, d'où anglais bea-ver (f intervocalique en vieil anglais se lit /v/ ; /b/ passe régulièrement à /v/ dans cette position en vieil anglais). Néerlandais: bever.

### Hors du domaine indo-européen
Il ne faudrait pas croire que le redoublement est purement indo-européen. Au contraire, c'est un procédé dérivationnel et/ou grammatical très productif dans de nombreuses langues d'autres familles. L'on classera dans les deux sous-parties qui suivent les cas de redoublements notables selon qu'ils appartiennent au système nominal ou verbal, bien que cette dichotomie, hors du domaine indo-européen, n'ait parfois pas grand sens.

#### Système nominal et pronominal
Dans les langues austronésiennes, la réduplication, complète ou partielle, est un procédé de dérivation très courant et complexe doté de nombreuses autres fonctions.
Pour les noms et/ou pronoms, elle peut entre autres exprimer le collectif ou la pluralité :
- indonésien/malais : rumah, « maison » → rumah-rumah, « l'ensemble des maisons » ; orang, « personne » → orang-orang, « l'ensemble des personnes » ;
- tagalog : ano, « quel ? » → anu-ano « quels ? » ; sino → sinu-sino, « qui [pluriel] ? ».

C'est aussi par redoublement que les pidgins peuvent marquer le pluriel. Les pidgins créolisés peuvent le conserver : c'est le cas en pijin (créole des îles Salomon à base lexicale anglaise) où le pluriel de piki, « cochon », est piki-piki. En nahuatl, du reste, le redoublement peut, entre autres fonctions, servir au pluriel : coyô-tl, « coyote », fait cô-coyo-h au pluriel (avec changement de suffixe).
Le procédé se retrouve dans d'autres langues, avec un sens distributif, cette fois :
- japonais : 人 hito, « (une) personne », 人人 hito-bito, « les gens » (le passage de /h/ à /b/ dans ce contexte est attendu ; consulter Rendaku) ;
- mandarin : 人 rén, 人人 rén-rén (même sens).

En mandarin, d'autre part, le redoublement distributif peut s'étendre aux spécificatifs dans des formulations plus complexes :
- redoublement du spécificatif seul : 一條大路 yì-tiáo dàlú, « un chemin » → 條條大路 tiáo-tiáo dàlú, « chaque chemin » ; 一天 yì tiān, « un jour » → 天天 tiān-tiān, « chaque jour » ;
- redoublement de la séquence numéral + spécificatif : 看一個字 kàn yí-ge zì, « lire un sinogramme » → 一個字一個字地看書 yí-ge zì yí-ge zì de kànshū, « lire sinogramme par sinogramme ».

Les adjectifs eux aussi utilisent le redoublement. Pour ne citer que deux exemples tirés de langues austronésiennes, on peut le constater avec les exemples suivants :
- indonésien murah, « bon marché » → murah-murah, « (elles, ils sont) bon marché » (forme collective) ;
- tagalog mura, « bon marché » → mura-mura, « vraiment bon marché » (forme intensive) ;
- hawaïen wiki, « rapide » → wikiwiki, même sens apparent (le redoublement en hawaïen, à l'instar des autres langues austronésiennes, est un procédé subtil que la traduction ne peut pas forcément rendre).

Le redoublement d'un adjectif en mandarin permet d'ajouter une nuance subjective, dont la nature est variable (intensité, atténuation, valeur hypocoristique...). Le ton du caractère redoublé subit des modifications, la plupart du temps l'atonie :
- adjectifs monosyllabiques : 慢 màn, « lent » → 慢慢 mànman, « qui ne se presse pas, tranquille(ment) » (« bon appétit » se dit d'ailleurs 慢慢吃 mànman chī, « mangez tranquillement ») ;
- adjectifs dissyllabiques : 干净 gānjìng, « propre » → 干干净净 gānganjīngjīng (ou gānganjìngjìng, d'une manière plus formelle), « propret ».

#### Système verbal
Le redoublement peut être encore plus complexe dans le système verbal des langues austronésiennes, d'autant plus quand entrent en jeu d'autres procédés comme diverses affixations, fréquentes, par exemple, en tagalog. Dans ces langues, les différentes formes de redoublement indiquent, entre autres, les variations aspectuelles et grammaticales. Ainsi, en tagalog, l'aspect imperfectif du verbe bili, « acheter », est bi-bili.
La fonction la plus fréquente du redoublement est cependant l'indication d'un aspect intensif ou itératif. Ainsi, en tok pisin (créole de Papouasie-Nouvelle-Guinée : tok, « parler » → toktok, « dire à de nombreuses reprises » (aspect itératif). C'est aussi le cas dans les langues austronésiennes (qui, rappelons-le, font un grand usage du redoublement) : en hawaïen hoe, « pagayer », → hoehoe, « pagayer longtemps ».
Diverses langues en Afrique font de même, comme en nama. Par exemple, dans cette langue, go signifie « regarder » et go-go « examiner avec attention ». Ou encore, en nahuatl : nôtza, « s'adresser à quelqu'un », et nô-nôtza, « parler sérieusement à quelqu'un ».
Enfin, le mandarin fait un grand usage du redoublement verbal, pour indiquer, en simplifiant, la rapidité ou la facilité de l'action envisagée :
- verbes monosyllabiques : 看 kàn, « regarder » → 看看 kànkàn ou 看一看 kànyikàn, « jeter un coup d'œil » (l'intercalation de 一 yi atone est optionnelle) ;
- verbes dissyllabiques : 休息 xiūxi, « se reposer » → 休息休息 xiūxixiūxi, « se reposer un instant ».

## Redoublement expressif
Dans de très nombreux cas, et rares sont les langues qui ne le font pas à un degré ou un autre, le redoublement est un procédé de dérivation plus ou moins productif permettant de créer des variantes connotées et subjectives d'un terme de départ. C'est souvent la marque du langage enfantin, hypocoristique, argotique et du vocabulaire imitatif, comme les onomatopées, ce qui a conduit les premiers explorateurs entendant des langues qui font un usage grammatical du redoublement (comme les langues austronésiennes) à considérer qu'ils étaient en présence de langues enfantines et simples.
Les exemples du redoublement expressif sont très nombreux. Pour n'en citer que quelques-uns en français :
- langage enfantin et hypocoristique : papa, maman, tata, tonton, pépé, mémé, dada, kiki, caca, pipi, popo, quéquette, zizi, cucul, panpan ;
- argot : zonzon, nanar, neuneu, gogole ;
- dialectes: collé-collé (joual et créole haïtien)
- imitation et onomatopées : pouêt pouêt, crac crac, haha, cocorico, mais aussi barbare, du grec βάρϐαρος bárbaros, désignant toute personne qui ne parle pas grec mais semble produire des sons indistincts comme brr brr, puis les étrangers en règle générale. Le sanskrit utilise barbara- pour désigner celui qui bredouille, l'imbécile et, au pluriel, les étrangers. Quant au latin, son balbus, « bègue », est du même acabit. L'indo-européen connaît d'autres mots expressifs, comme celui pour signifier « faire haha, rire bruyamment » : khákhati en sanskrit, κα(γ)χάζω ka(n)kházô en grec, xoxotǔ en vieux slave, cachinno en latin et xaxankʿ en arménien.